# 대니얼 K. 이노우에 국제공항
대니얼 K. 이노우에 국제공항(영어: Daniel K. Inouye International Airport, IATA: HNL, ICAO: PHNL)은 미국 하와이 오아후섬 호놀룰루에 있는 국제공항이다. 공항은 하와이에서도 가까울 뿐만 아니라, 교통도 편리하다.

## 개요
하와이안 항공의 허브 공항이며, 호놀룰루 시내에서 남서쪽으로 8킬로미터 떨어져 있다. 1910년에 개항하였으므로, 미국의 해외 지역 및 인근 섬들의 주요한 허브공항이다. 태평양의 중앙에 위치하여 전 세계 어느 곳에서나 접근성이 좋으므로, 미국과 태평양 주변 국가들의 화물운송사업을 중점적으로 추진하고 있다. 2017년 5월 1일부터는 대니얼 이노우에 국제공항으로 개명하였다.

## 역사

### 태평양 지역의 허브
하와이주의 최대 도시인 호놀룰루 진주만의 남동쪽에 위치한 하와이주 최대의 국제 공항에서, 오아후섬만 아니라 하와이 하늘의 관문이다.
미국과 아시아를 잇는 태평양 항공로의 결절점에 위치함으로써 미국의 항공 회사가 미국 본토와 알래스카주, 미국령 사모아 등의 정기 편을 운항할 뿐 아니라 일본과 대한민국, 피지와 타히티, 필리핀, 캐나다, 호주, 뉴질랜드 등 환 태평양 지역 각국의 항공 회사도 많다 타고 태평양 지역의 허브 공항적 존재이다. 또 오아후 섬에 인접한 하와이 열도에 허브 공항이기도 하다.

### 24시간 공항
24시간 공항에서 낮 야간을 불문하고 발착 수도 많아 4가지 주요 활주로와 수상 비행기용 활주 지역을 갖고 바다 쪽에 있는 08R/26L(「리프 런 웨이」이라고 불린다)는 과거 우주 왕복선의 긴급 착륙용 활주로로 지정되었다.

### 위키위키 버스

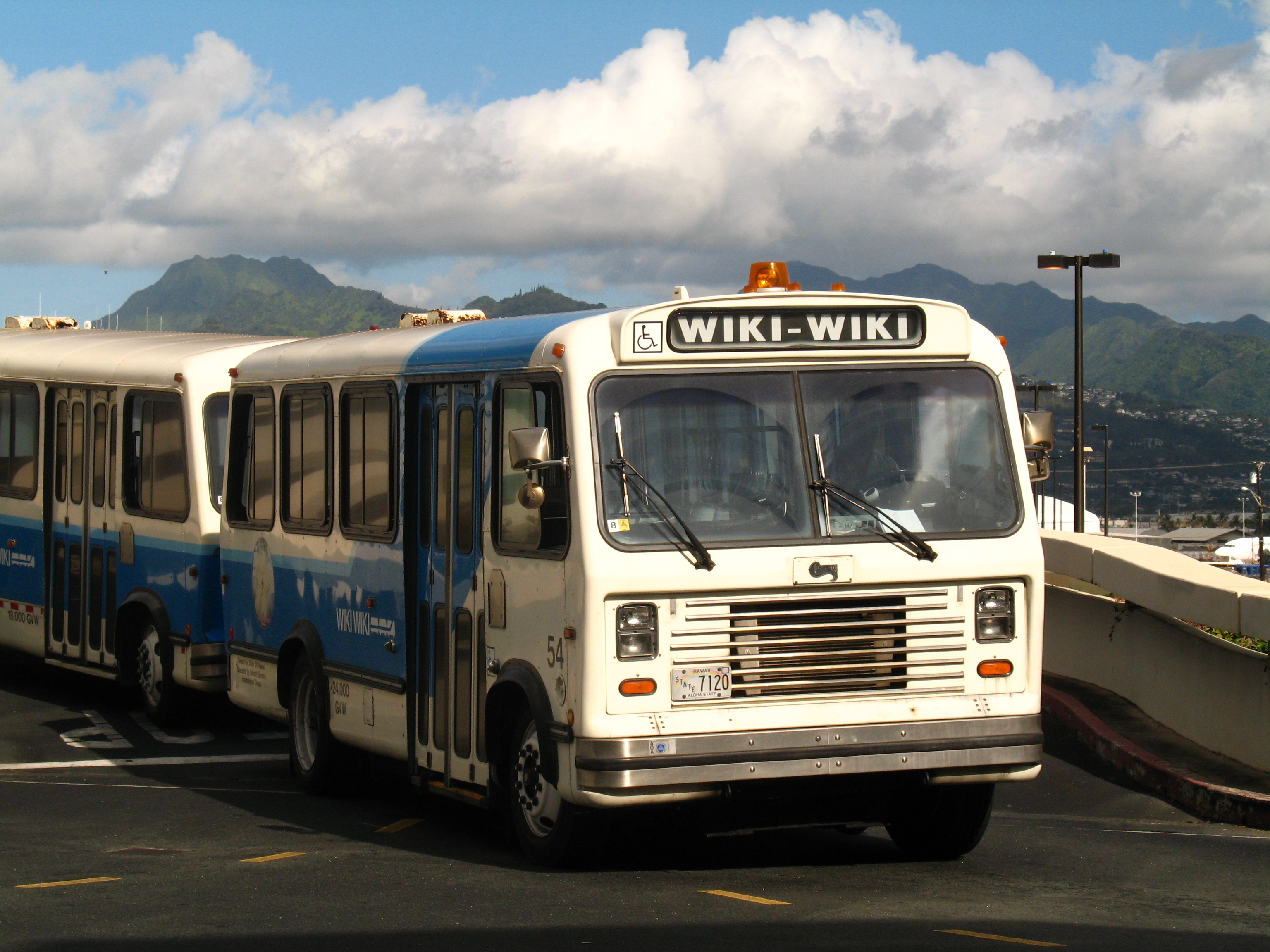
위키위키 버스

메인 터미널 중심부를 사용하는 편 이외의 국제 여객의 대부분은 터미널 도착 후에 도착 게이트에서 메인 터미널의 입국 심사장까지 위키위키 버스(Wiki Wiki Bus)로 불리는 2량 연결의 버스로 이동한다. 이 버스는 이 공항의 상징적 존재다.
그러나 구형 버스는 차내에 공조 설비가 아닌데다 환승시에 에어컨이 없는 야외에 나가야 할 일이나 차이가 있다 바리어 프리 대응이 어렵다는 점에서 새로 짓는 연락 통로로 움직이는 보도의 완공 이후는 전폐된다.
2009년 10월 16일보다 게이트 26에서 34까지 터미널 북쪽 윙에 대해서 선행하고 공사가 시작됐지만 2009년 말 현재 움직이는 보도는 극히 일부만 설치되지 않아 국제선이 앞의 게이트에 도착한 경우는 휠체어 이용 등 간병이 필요한 경우만 2층에서 위 키위 키 버스로 이동 다른 대부분의 이용자는 3층 수백미터인 통로의 거의 전 구간을 도보로 이동할 필요가 있다.

## 운항 노선

### 국제선
| 항공사          | 도착지 |
| --------------- | --- |
| 대한항공        | 서울(인천), 도쿄(나리타) |
| 아시아나항공    | 서울(인천) |
| 에어프레미아    | 서울(인천) |
| 일본항공        | 도쿄(나리타), 도쿄(하네다), 나고야(주부), 오사카(간사이)                                                                        |
| 전일본공수      | 도쿄(나리타), 도쿄(하네다) |
| 집에어 도쿄     | 도쿄(나리타) |
| 필리핀 항공     | 마닐라 |
| 델타 항공       | 도쿄(하네다) |
| 유나이티드 항공 | 마주로, 축, 코스레, 콰젤린, 폰페이                                                                                              |
| 하와이안 항공   | 도쿄(나리타), 도쿄(하네다), 라로통가, 삿포로, 서울(인천), 시드니, 오사카(간사이), 파고파고, 파페에테, 후쿠오카 계절편: 오클랜드 |
| 에어 캐나다     | 밴쿠버 계절편: 캘거리, 토론토(피어슨)                                                                                           |
| 웨스트 제트     | 밴쿠버 계절편: 에드먼턴, 캘거리                                                                                                 |
| 에어 뉴질랜드   | 오클랜드 |
| 콴타스 항공     | 시드니 |
| 제트스타 항공   | 멜버른, 시드니 |
| 피지 항공       | 난디, 아피아, 키리티마티 |

### 국내선
| 항공사            | 도착지 |
| ----------------- | --- |
| 델타 항공         | 뉴욕(JFK), 디트로이트, 로스앤젤레스, 미니애폴리스, 솔트레이크시티, 시애틀(터코마), 애틀랜타 |
| 모쿠렐레 항공     | 라나이, 몰로카이, 카팔루아, 칼라우파파 |
| 사우스웨스트 항공 | 라스베가스, 로스앤젤레스, 롱비치, 리후에, 산호세, 새크라멘토, 샌디에이고, 오클랜드, 카홀루이, 코나, 피닉스, 힐로                                                                                 |
| 아메리칸 항공     | 댈러스, 로스앤젤레스, 피닉스 |
| 알래스카 항공     | 로스앤젤레스, 산호세, 샌디에이고, 샌프란시스코, 시애틀(터코마), 앵커리지, 에버렛, 포틀랜드 |
| 유나이티드 항공   | 워싱턴(덜레스), 괌, 뉴어크, 덴버, 로스앤젤레스, 샌프란시스코, 시카고(오헤어), 휴스턴, |
| 하와이안 항공     | 뉴욕(케네디), 라스베가스, 로스앤젤레스, 롱비치, 리후에, 보스턴, 산호세, 새크라멘토, 샌디에이고, 샌프란시스코, 시애틀(터코마), 오스틴, 오클랜드, 온타리오, 카홀루이, 코나, 포틀랜드, 피닉스, 힐로 |

### 화물 터미널
| 항공사             | 도착지                                                         |
| ------------------ | -------------------------------------------------------------- |
| 알로하 에어 카고   | 히로, 카훌루이, 카팔루아, 코나, 히루에                         |
| 아시아 퍼시픽 항공 | 괌, 키리티마티, 쿠와자링, 마주로, 파고파고, 폰페에, 구아무     |
| 코르푸아트 항공    | 몰로카이, 카라우파파, 와이메아코하라, 카팔루아, 라나이, 리후에 |
| 페덱스 익스프레스  | 히로, 로스앤젤레스, 멤피스, 오클랜드, 시드니                   |
| 칼리타 에어        | 홍콩, 로스앤젤레스                                             |
| UPS                | 홍콩, 롱비이, 카훌루이, 루이빌, 카일루아, 온타리오, 시드니     |

## 연계 교통

### 더 버스
약 60개의 노선을 구석구석까지 망라하고 있는 더 버스는 하얀 차체에 노란 라인이 표식이다. 공항에서도 와이키키 방면으로의 노선을 운행하고 있으며, 동쪽 순환인 19번, 20번을 이용하면 요금은 평균 2달러. 차내 안내 방송은 없으므로 운전기사에게 목적지를 말하면 내릴 때 알려준다.

### 에어포트 셔틀버스
공항과 와이키키 주요 호텔을 순회하는 밴으로 '에어포트 와이키키 호텔즈'라고 적혀 있다. 도착 로비 개인용 출구를 나와 횡단보도를 건너면 중앙 분리대, 택시 승차장이 있다. 승객에 각 호텔에서 순서대로 돌므로 약 40분 정도 소요된다.

### 철도
2025년 10월부터 스카이라인 (호놀룰루)이 연장되어 운행을 개시 할 예정이다.

## 통계
| 순위 | 목적지         | 승객 수 | 운항사                                                                  |
| ---- | -------------- | ------- | ----------------------------------------------------------------------- |
| 1    | 로스앤젤레스   | 998,000 | 아메리칸 항공, 콘티넨탈 항공, 델타 항공, 유나이티드 항공, 하와이안 항공 |
| 2    | 카훌루이       | 968,000 | 하와이안 항공, 아이슬랜드 항공, 고우 모쿠렐레                           |
| 3    | 리후에         | 736,000 | 하와이안 항공, 아이슬랜드 항공, 고우 모쿠렐레                           |
| 4    | 코나           | 640,000 | 하와이안 항공, 고우 모쿠렐레                                            |
| 5    | 힐로           | 583,000 | 하와이안 항공, 고우 모쿠렐레                                            |
| 6    | 샌프란시스코   | 547,000 | 델타 항공, 아메리칸 항공, 유나이티드 항공, 하와이안 항공                |
| 7    | 시애틀(터코마) | 304,000 | 델타 항공, 알래스카 항공, 하와이안 항공                                 |
| 8    | 라스베이거스   | 223,000 | 하와이안 항공, 옴니 항공                                                |
| 9    | 피닉스         | 196,000 | 하와이안 항공, US 에어웨이즈                                            |
| 10   | 시카고(오헤어) | 172,000 | 아메리칸 항공, 유나이티드 항공                                          |

### 연간 교통량
| 연도 | 승객       | 연도 | 승객       | 연도 | 승객       | 연도 | 승객       | 연도 | 승객       | 연도 | 승객      | 연도 | 승객      | 연도 | 승객    | 연도 | 승객   |
| ---- | ---------- | ---- | ---------- | ---- | ---------- | ---- | ---------- | ---- | ---------- | ---- | --------- | ---- | --------- | ---- | ------- | ---- | ------ |
|      |            | 2010 | 18,443,873 | 2000 | 23,027,674 | 1990 | 23,367,770 | 1980 | 15,155,337 | 1970 | 7,234,594 | 1960 | 1,609,303 | 1950 | 516,961 | 1940 | 28,624 |
|      |            | 2009 | 18,171,937 | 1999 | 22,560,399 | 1989 | 22,617,340 | 1979 | 15,506,169 | 1969 | 5,538,271 | 1959 | 1,069,523 | 1949 | 467,397 | 1939 | 21,861 |
|      |            | 2008 | 18,809,103 | 1998 | 22,636,354 | 1988 | 21,577,541 | 1978 | 14,703,764 | 1968 | 4,632,216 | 1958 | 981,022   | 1948 | 469,849 | 1938 | 28,611 |
|      |            | 2007 | 21,517,476 | 1997 | 23,880,346 | 1987 | 20,380,042 | 1977 | 12,922,895 | 1967 | 4,363,672 | 1957 | 950,883   | 1947 | 471,944 |      |        |
|      |            | 2006 | 20,266,686 | 1996 | 24,326,737 | 1986 | 19,076,395 | 1976 | 12,182,519 | 1966 | 3,534,450 | 1956 | 881,814   | 1946 | 272,513 |      |        |
| 2015 | 19,869,707 | 2005 | 20,179,634 | 1995 | 23,672,894 | 1985 | 17,497,204 | 1975 | 11,306,443 | 1965 | 3,019,789 | 1955 | 775,441   | 1945 | 170,437 |      |        |
| 2014 | 19,972,910 | 2004 | 19,334,674 | 1994 | 22,995,976 | 1984 | 17,287,620 | 1974 | 10,639,503 | 1964 | 2,556,330 | 1954 | 720,033   | 1944 | 110,242 |      |        |
| 2013 | 19,776,751 | 2003 | 18,690,888 | 1993 | 22,061,953 | 1983 | 16,035,463 | 1973 | 10,109,483 | 1963 | 2,225,568 | 1953 | 684,559   | 1943 | 107,945 |      |        |
| 2012 | 19,291,412 | 2002 | 19,749,902 | 1992 | 22,608,188 | 1982 | 16,493,587 | 1972 | 8,704,003  | 1962 | 1,911,060 | 1952 | 661,189   | 1942 | 82,397  |      |        |
| 2011 | 17,991,497 | 2001 | 20,151,935 | 1991 | 22,224,594 | 1981 | 15,376,489 | 1971 | 7,604,992  | 1961 | 1,723,979 | 1951 | 582,281   | 1941 | 37,099  | 1931 | 12,206 |

## 사건 및 사고
- 1989년 2월 24일 샌프란시스코 국제공항을 출발하여 로스앤젤레스, 호놀룰루, 오클랜드를 마지막으로 기착하여 시드니 공항으로 도착 예정이였던 유나이티드항공 811편 여객기가 화물칸 도어의 적당하지 않은 디자인과 화물 적재 담당자의 부주의로 인해 비행 중 화물칸 도어의 열림으로 폭발적 감압현상이 생겼고 또한, 객실에 구멍이 생김으로 인해 3번 엔진과 4번 엔진에 화재가 발생 조종사들은 이 두 엔진을 끄고 호놀룰루 국제공항에 무사히 착륙하였다.9명이 사망하고 38명이 부상을 입었지만 다행히도 대부분의 사람들은 생존했으며 이 사건으로 보잉사는 화물칸의 디자인을 바꿨고 조종사들은 사고 당시의 영웅적인 대처로 상을 받았다.

## 같이 보기
- 아일랜드 호퍼